# Green Turtle Cay
Green Turtle Cay je jeden z ostrovů ve skupině Abaco v souostroví Bahamy v Karibském moři. Ostrov je přibližně 4,8 km dlouhý a 800 m široký. Ostrov je pojmenován podle hojného výskytu želv karet obrovských (Chelonia mydas). Žije zde 450 obyvatel a největším městem je New Plymouth založeným v 18. století. Zdejší architektura některých historických budov je na celých Bahamách unikátní, a to zejména konstrukcí střechy, kterou na Bahamy přivezli přistěhovalci z Nové Anglie.
New Plymouth nabízí několik restaurací, pošta a muzeum tamějšího malíře Altona Loweho (který zobrazuje zejména prchající loajalisty v průběhu Americké války za nezávislost). Na ostrově je přísný zákaz jízdy v automobilech, běžnými dopravními prostředky jsou jízdní kolo a golfové vozíky. Na jihu města se nachází 200 let starý hřbitov a původní věznice.
Green Turtle Cay je vyhledávaným turistickým střediskem zejména pro písčité pláže a půjčovnu lodí. Na ostrově je také dok na opravu lodí.